# Madonna col Bambino e san Giovannino (Botticelli Firenze)
La Madonna col Bambino e san Giovannino è un dipinto a tempera su tela (134x92 cm) attribuito a Sandro Botticelli, databile al 1495 circa e conservato nella Galleria Palatina di Palazzo Pitti a Firenze.

## Descrizione e stile
La critica non è concorde circa l'autografia o meno dell'opera. Maria stante tiene in braccio il Bambino e lo porge verso san Giovannino, per far abbracciare i due fanciulli. Dietro Maria si trova un roseto, fiore tipico della Vergine, con fiori di colore rosso, che rimandano al colore del sangue della Passione di Gesù. Anche la posa quasi orizzontale del Bambino e i suoi occhi chiusi riecheggiano la morte, dando un senso malinconico a tutta la rappresentazione.
I colori squillanti rimandano all'ultima fase artistica dell'artista, a ridosso ormai del XVI secolo, confrontabile con opere come il Compianto sul Cristo morto di Milano o quello di Monaco di Baviera. La linea del panneggio è antinaturalistica, come nei personaggi della Natività mistica e non fa che confermare la possibile datazione tarda.